# Schweizer Alpine Skimeisterschaften 2016
Die Schweizer Alpinen Skimeisterschaften 2016 fanden vom 21. März bis 6. April in Haute-Nendaz und Veysonnaz im Kanton Wallis statt.
Wegen schlechter Schneeverhältnisse konnten die Super-G- und Kombinationsrennen nicht wie vorgesehen ausgetragen werden. Sie wurden am 9. April in Zinal beziehungsweise am 13. und 14. April in Davos nachgeholt.

## Herren

### Abfahrt
| Platz | Name               | Zeit        |
| ----- | ------------------ | ----------- |
| 01    | Niels Hintermann   | 1:26,33 min |
| 02    | Fernando Schmed    | 1:26,69 min |
| 03    | Gian Luca Barandun | 1:26,95 min |
| 04    | Thomas Tumler      | 1:27,04 min |
| 05    | Marco Odermatt     | 1:27,49 min |
| 06    | Ralph Weber        | 1:27,50 min |
| 06    | Ramon Zürcher      | 1:27,50 min |
| 08    | Loïc Meillard      | 1:27,55 min |
| 09    | Amaury Genoud      | 1:27,64 min |
| 10    | Gino Caviezel      | 1:27,80 min |

Datum: 4. April 2016

Ort: Veysonnaz

### Super-G
| Platz | Name                      | Zeit        |
| ----- | ------------------------- | ----------- |
| 01    | Niels Hintermann          | 1:06,17 min |
| 02    | Marco Odermatt            | 1:06,40 min |
| 03    | Fernando Schmed           | 1:06,63 min |
| 04    | Ian Gut                   | 1:06,66 min |
| 05    | Stefan Rogentin           | 1:06,81 min |
| 06    | Loïc Meillard             | 1:06,85 min |
| 07    | Marc Gehrig               | 1:06,87 min |
| 08    | Justin Murisier           | 1:06,88 min |
| 09    | Luca De Aliprandini (ITA) | 1:06,91 min |
| 10    | Nicolò Cerbo (ITA)        | 1:06,96 min |

Datum: 12. April 2016

Ort: Davos

### Riesenslalom
| Platz | Name                   | Zeit        |
| ----- | ---------------------- | ----------- |
| 01    | Justin Murisier        | 1:57,16 min |
| 02    | Sandro Jenal           | 1:57,19 min |
| 03    | Loïc Meillard          | 1:57,44 min |
| 04    | Gino Caviezel          | 1:57,51 min |
| 05    | Thomas Tumler          | 1:57,57 min |
| 06    | Amaury Genoud          | 1:57,65 min |
| 07    | Daniel Meier (AUT)     | 1:57,67 min |
| 08    | Andrea Ballerin (ITA)  | 1:57,84 min |
| 09    | Daniele Sette          | 1:58,29 min |
| 10    | Mattias Rönngren (SWE) | 1:58,44 min |

Datum: 23. März 2016

Ort: Veysonnaz

### Slalom
| Platz | Name                  | Zeit        |
| ----- | --------------------- | ----------- |
| 01    | Daniel Yule           | 1:40,70 min |
| 02    | Ramon Zenhäusern      | 1:41,31 min |
| 03    | Stefan Luitz (GER)    | 1:41,33 min |
| 04    | Justin Murisier       | 1:41,59 min |
| 05    | Johannes Strolz (AUT) | 1:41,61 min |
| 06    | Marc Rochat           | 1:41,96 min |
| 07    | Andrea Ballerin (ITA) | 1:42,11 min |
| 08    | Loïc Meillard         | 1:42,14 min |
| 09    | Noel von Grünigen     | 1:43,14 min |
| 10    | Anthony Bonvin        | 1:43,25 min |

Datum: 24. März 2016

Ort: Veysonnaz

### Kombination
| Platz | Name                 | Zeit        |
| ----- | -------------------- | ----------- |
| 01    | Loïc Meillard        | 1:53,01 min |
| 02    | Kryštof Krýzl (CZE)  | 1:53,23 min |
| 03    | Lars Kuonen          | 1:53,47 min |
| 04    | Marco Odermatt       | 1:54,14 min |
| 05    | Pierre Bugnard       | 1:54,41 min |
| 06    | Ian Gut              | 1:54,48 min |
| 07    | Nicolò Cerbo (ITA)   | 1:54,67 min |
| 08    | Marc Pfister         | 1:54,73 min |
| 09    | Alexander Köll (SWE) | 1:54,79 min |
| 10    | Bruno Steiner        | 1:54,89 min |

Datum: 13. April 2016

Ort: Davos

## Damen

### Abfahrt
| Platz | Name              | Zeit        |
| ----- | ----------------- | ----------- |
| 01    | Fabienne Suter    | 1:29,31 min |
| 02    | Denise Feierabend | 1:30,46 min |
| 03    | Corinne Suter     | 1:30,76 min |
| 04    | Wendy Holdener    | 1:30,91 min |
| 05    | Joana Hählen      | 1:31,47 min |
| 06    | Michelle Gisin    | 1:31,48 min |
| 07    | Beatrice Scalvedi | 1:31,64 min |
| 08    | Priska Nufer      | 1:32,41 min |
| 09    | Marie Monney      | 1:33,41 min |
| 10    | Medea Grand       | 1:33,45 min |

Datum: 4. April 2016

Ort: Veysonnaz

### Super-G
| Platz | Name                | Zeit        |
| ----- | ------------------- | ----------- |
| 01    | Nina Ortlieb (AUT)  | 0:58,94 min |
| 02    | Denise Feierabend   | 0:58,98 min |
| 03    | Ester Ledecká (CZE) | 0:59,18 min |
| 04    | Beatrice Scalvedi   | 0:59,36 min |
| 05    | Rahel Kopp          | 0:59,59 min |
| 06    | Priska Nufer        | 0:59,68 min |
| 07    | Joana Hählen        | 0:59,79 min |
| 08    | Michelle Gisin      | 0:59,83 min |
| 09    | Jasmina Suter       | 0:59,84 min |
| 10    | Mélanie Meillard    | 1:00,04 min |

Datum: 9. April 2016

Ort: Zinal

### Riesenslalom
| Platz | Name                    | Zeit        |
| ----- | ----------------------- | ----------- |
| 01    | Aline Danioth           | 2:11,18 min |
| 02    | Wendy Holdener          | 2:11,48 min |
| 03    | Vanessa Kasper          | 2:11,92 min |
| 04    | Marie Massios (FRA)     | 2:12,11 min |
| 05    | Mélanie Meillard        | 2:12,57 min |
| 06    | Camille Rast            | 2:12,63 min |
| 07    | Corinne Suter           | 2:12,84 min |
| 08    | Elena Stoffel           | 2:12,86 min |
| 09    | Denise Feierabend       | 2:12,88 min |
| 10    | Adriana Jelinkova (NED) | 2:13,23 min |

Datum: 21. März 2016

Ort: Haute-Nendaz

### Slalom
| Platz | Name             | Zeit        |
| ----- | ---------------- | ----------- |
| 01    | Wendy Holdener   | 1:45,88 min |
| 02    | Aline Danioth    | 1:46,74 min |
| 03    | Michelle Gisin   | 1:47,00 min |
| 04    | Mélanie Meillard | 1:47,13 min |
| 05    | Rahel Kopp       | 1:47,73 min |
| 06    | Vanessa Kasper   | 1:48,36 min |
| 07    | Nadja Vogel      | 1:48,56 min |
| 08    | Michelle Basler  | 1:49,77 min |
| 09    | Camille Rast     | 1:50,00 min |
| 10    | Carole Bissig    | 1:50,01 min |

Datum: 22. März 2016

Ort: Haute-Nendaz

### Kombination
| Platz | Name                | Zeit        |
| ----- | ------------------- | ----------- |
| 01    | Rahel Kopp          | 1:48,57 min |
| 02    | Michelle Gisin      | 1:48,69 min |
| 03    | Mélanie Meillard    | 1:48,70 min |
| 04    | Denise Feierabend   | 1:49,52 min |
| 05    | Aline Danioth       | 1:50,13 min |
| 06    | Ester Ledecká (CZE) | 1:50,77 min |
| 07    | Luana Flütsch       | 1:51,18 min |
| 08    | Thea Waldleben      | 1:51,43 min |
| 09    | Carole Bissig       | 1:51,53 min |
| 10    | Nicole Good         | 1:51,77 min |

Datum: 9. April 2016

Ort: Zinal